# Handley Page Victor
Le Handley Page HP.80 Victor était un bombardier stratégique britannique. Avec l'Avro Vulcan et le Vickers Valiant, il faisait partie du trio des V-Bombers dont le Royaume-Uni lança le développement en 1947. Dernier des trois à avoir été mis en service, il a été utilisé comme avion ravitailleur jusqu'au début des années 1990.

## Conception

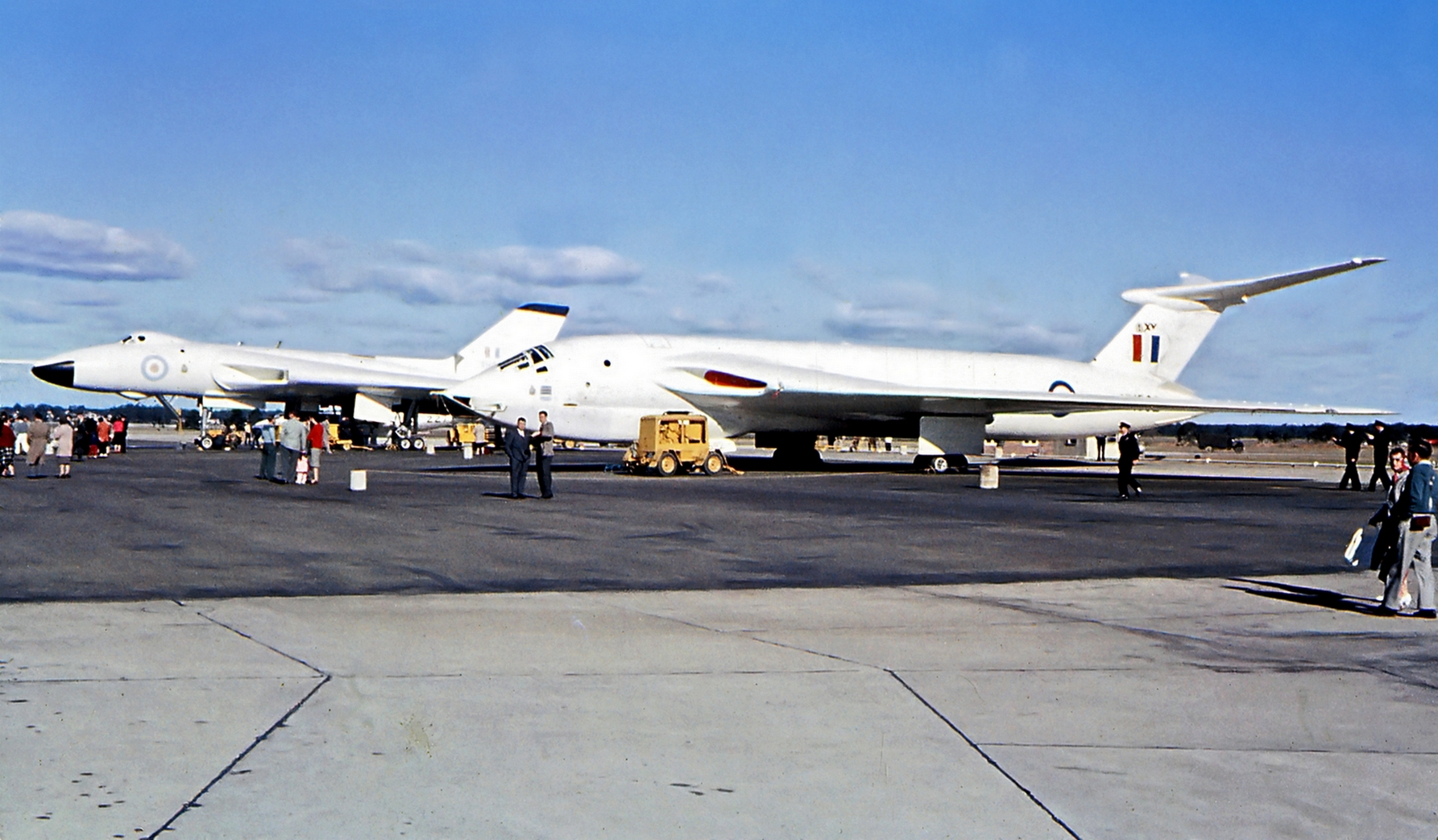
Avro Vulcan et Handley Page Victor du Bomber Command de la RAF en 1964 avec la livrée blanche anti flash nucléaire.

En janvier 1947, le ministère de l'air du Royaume-Uni lança un appel d'offres pour un bombardier capable d'emporter une bombe de 4 500 kg à 1 500 km de sa base, d'atteindre une vitesse de 925 km/h et une altitude de 15 240 m pour le Royal Air Force Bomber Command. Sous la désignation interne HP.80, Handley Page proposa un avion capable de vitesse élevée à haute altitude grâce à une aile en forme de croissant.
Pour valider la forme des ailes et de la dérive, un démonstrateur fut construit à partir du fuselage d'un Supermarine Attacker. Désigné HP.88, il fit son premier vol le 21 juin 1951 mais fut perdu lors d'un accident moins de 2 mois plus tard. De toute façon, la construction du prototype du HP.80 avait déjà commencé, et le design de l'avion avait tellement changé que le démonstrateur était devenu obsolète.
Propulsé par quatre réacteurs Armstrong Siddeley Sapphire 7, le HP.80 fit son vol inaugural le 24 décembre 1952. Alors que la phase d'essais en vol se poursuivait, l'avion s'écrasa pendant un vol à basse altitude, le 14 juillet 1954, en raison d'une faiblesse de la structure arrière. Le second prototype, avec une structure renforcée, fit son premier vol le 11 septembre 1954. Le premier exemplaire de série décolla le 1er février 1956. Il dépassa par hasard le mur du son en léger piqué le 1er juin 1957.
La première unité d'entraînement fut équipée en novembre 1957 et la première unité opérationnelle en avril 1958. En parallèle, Handley Page travaillait sur une version améliorée, le Victor B.2 équipé de réacteurs Rolls-Royce Conway 103 beaucoup plus puissants, une aile agrandie et diverses autres modifications. Cette version entra en service en février 1962, rapidement suivie par le B.2(RS) avec des réacteurs encore plus puissants et la capacité de tir du missile Blue Steel. Au total, la puissance moteur avait été multipliée par deux entre les Victor B.1 et les B.2(RS).
Remplacés par les B.2 et B.2(RS), les Victor B.1 et B.1A furent reconvertis en avions ravitailleurs. Ce programme fut accéléré à la suite du retrait prématuré des Vickers Valiant en 1965. Après la conversion rapide de quelques B.1A par ajout de deux paniers de ravitaillement sous les ailes, une version plus performante (K.1 et K.1A) fut réalisée en 1966, en installant un réservoir de carburant dans la soute à bombe et en ajoutant un troisième panier en position centrale.
Alors que leur mission initiale de bombardement à haute altitude avait évolué vers la pénétration à basse altitude, les Victor B.2 montrèrent des signes de fatigue structurelle à la fin des années 1960. Ils furent donc à leur tour convertis en ravitailleurs après retrait de tout l'équipement offensif et renforcement des ailes. Le premier Victor K.2 décolla en mars 1972 et la version entra en service en 1975.
Après pratiquement 20 ans de carrière comme avions ravitailleurs, les derniers Victor furent finalement retirés du service en 1993.

## Engagements

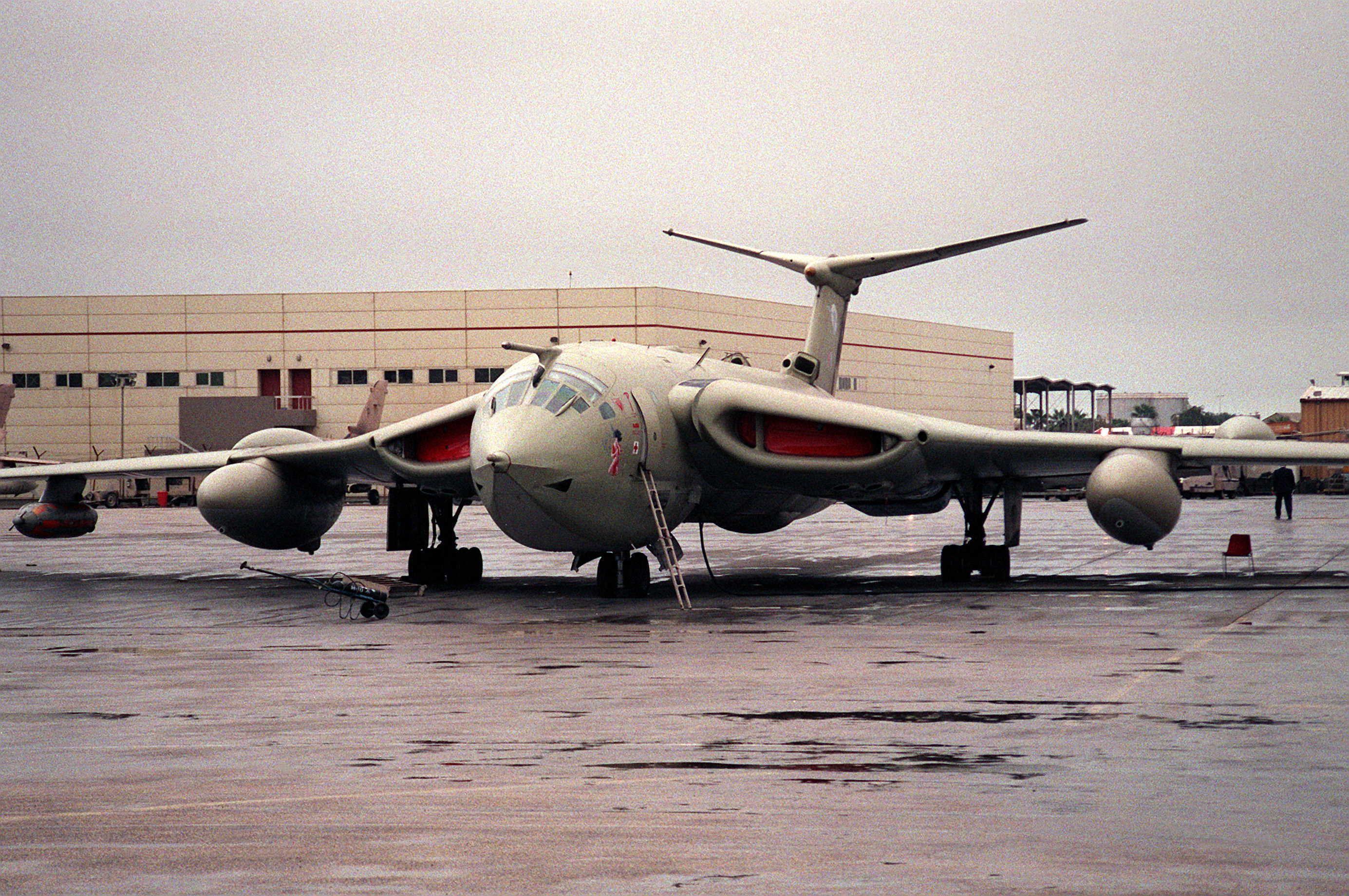
Un avion-ravitailleur Handley Page Victor Mark 2 de la Royal Air Force britannique stationné au Jubail Naval Airport après l'opération Tempête du désert en 1991.

Le Victor n'effectua aucune mission de combat. Cependant, quelques exemplaires furent déployés par précaution à Singapour en 1963, pendant le conflit indonésio-malaisien.
Les avions de reconnaissance Victor SR2, qui équipaient le No. 543 Squadron RAF (en), ont effectué des mesures lors d'essais nucléaires aériens français depuis l'aéroport international Jorge Chávez de Lima au Pérou ainsi que d'autres relevés lors d'essais en République populaire de Chine depuis Shemya Air Force Base dans les Aléoutiennes.
Les Victor K.2 furent utilisés pendant la guerre des Malouines en 1982, pour ravitailler en vol les Avro Vulcan qui menaient des raids à partir de l'aéroport de Wideawake sur l'Île de l'Ascension. Sur la flotte de 23 Victor K.2 de la RAF alors en service, seuls trois n'ont pas participé à ces opérations, l'un étant en maintenance et les deux autres soutenant la formation et les opérations au Royaume-Uni.
Ils furent également utilisés comme ravitailleurs pendant la guerre du Golfe (1990-1991).

## Variantes
- B.1 : version initiale (50 exemplaires)
- B.1A : ajout de systèmes d'alerte radar et de brouilleurs (24 B.1 modifiés)
- B.1A(K2P) : première version destinée au ravitaillement en vol (6 B.1A modifiés)
- K.1 et K.1A : seconde version destinée au ravitaillement en vol (20 B.1 et B.1A modifiés)
- B.2 : réacteurs plus puissants, ailes agrandies (34 exemplaires)
- B.2(RS) : réacteurs encore plus puissants, missile Blue Steel (21 B.2 modifiés)
- SR.2 : version de reconnaissance stratégique (9 B.2 modifiés)
- K.2 : B.2 convertis en avions ravitailleurs (24 avions modifiés)

Au cours des années 1950, Handley Page a tenté de développer un avion de ligne basé sur le Victor : l'idée était de construire un nouveau fuselage pressurisé, sur lequel serait greffés les ailes, les moteurs, l'empenage et le train d'atterrisage du bombardier. Ce projet n'attira pas de commandes et ne fut pas lancé.

## Dans la culture populaire
Le Handley Page Victor apparaît dans le tome 5 "Message pour l'éternité" de la série Yoko Tsuno de Roger Leloup sous sa version ravitailleur en vol. Il apparait également (sous le nom fictif de "kangourou") dans "Coup d'audace" le sixième album des aventures de Dan Cooper (1963).

### Avions similaires
- Avro Vulcan
- Vickers Valiant